# Reprezentacja Słowacji U-21 w piłce nożnej mężczyzn
Reprezentacja Słowacji U-21 w piłce nożnej – młodzieżowa reprezentacja Słowacji sterowana przez Slovenský futbalový zväz. Młodzi Słowacy jak do tej pory raz zakwalifikowali się na Mistrzostwa Europy U-21. Jako organizatorzy turnieju, mieli zapewniony start na MME 2000. Zajęli oni czwarte miejsce, ulegając Hiszpanom 0:1.

## Udział w międzynarodowych turniejach

### Mistrzostwa Europy
| Udział w mistrzostwach Europy U-21 | Udział w mistrzostwach Europy U-21             | Udział w mistrzostwach Europy U-21             | Udział w mistrzostwach Europy U-21             | Udział w mistrzostwach Europy U-21             | Udział w mistrzostwach Europy U-21             | Udział w mistrzostwach Europy U-21             | Udział w mistrzostwach Europy U-21             | Udział w mistrzostwach Europy U-21             |
| Rok                                | Kwalifikacje                                   | Wynik                                          | M                                              | Z                                              | R                                              | P                                              | G+                                             | G-                                             |
| ---------------------------------- | ---------------------------------------------- | ---------------------------------------------- | ---------------------------------------------- | ---------------------------------------------- | ---------------------------------------------- | ---------------------------------------------- | ---------------------------------------------- | ---------------------------------------------- |
| 1978                               | Nie brała udziału, była częścią Czechosłowacji | Nie brała udziału, była częścią Czechosłowacji | Nie brała udziału, była częścią Czechosłowacji | Nie brała udziału, była częścią Czechosłowacji | Nie brała udziału, była częścią Czechosłowacji | Nie brała udziału, była częścią Czechosłowacji | Nie brała udziału, była częścią Czechosłowacji | Nie brała udziału, była częścią Czechosłowacji |
| 1980                               | Nie brała udziału, była częścią Czechosłowacji | Nie brała udziału, była częścią Czechosłowacji | Nie brała udziału, była częścią Czechosłowacji | Nie brała udziału, była częścią Czechosłowacji | Nie brała udziału, była częścią Czechosłowacji | Nie brała udziału, była częścią Czechosłowacji | Nie brała udziału, była częścią Czechosłowacji | Nie brała udziału, była częścią Czechosłowacji |
| 1982                               | Nie brała udziału, była częścią Czechosłowacji | Nie brała udziału, była częścią Czechosłowacji | Nie brała udziału, była częścią Czechosłowacji | Nie brała udziału, była częścią Czechosłowacji | Nie brała udziału, była częścią Czechosłowacji | Nie brała udziału, była częścią Czechosłowacji | Nie brała udziału, była częścią Czechosłowacji | Nie brała udziału, była częścią Czechosłowacji |
| 1984                               | Nie brała udziału, była częścią Czechosłowacji | Nie brała udziału, była częścią Czechosłowacji | Nie brała udziału, była częścią Czechosłowacji | Nie brała udziału, była częścią Czechosłowacji | Nie brała udziału, była częścią Czechosłowacji | Nie brała udziału, była częścią Czechosłowacji | Nie brała udziału, była częścią Czechosłowacji | Nie brała udziału, była częścią Czechosłowacji |
| 1986                               | Nie brała udziału, była częścią Czechosłowacji | Nie brała udziału, była częścią Czechosłowacji | Nie brała udziału, była częścią Czechosłowacji | Nie brała udziału, była częścią Czechosłowacji | Nie brała udziału, była częścią Czechosłowacji | Nie brała udziału, była częścią Czechosłowacji | Nie brała udziału, była częścią Czechosłowacji | Nie brała udziału, była częścią Czechosłowacji |
| 1988                               | Nie brała udziału, była częścią Czechosłowacji | Nie brała udziału, była częścią Czechosłowacji | Nie brała udziału, była częścią Czechosłowacji | Nie brała udziału, była częścią Czechosłowacji | Nie brała udziału, była częścią Czechosłowacji | Nie brała udziału, była częścią Czechosłowacji | Nie brała udziału, była częścią Czechosłowacji | Nie brała udziału, była częścią Czechosłowacji |
| 1990                               | Nie brała udziału, była częścią Czechosłowacji | Nie brała udziału, była częścią Czechosłowacji | Nie brała udziału, była częścią Czechosłowacji | Nie brała udziału, była częścią Czechosłowacji | Nie brała udziału, była częścią Czechosłowacji | Nie brała udziału, była częścią Czechosłowacji | Nie brała udziału, była częścią Czechosłowacji | Nie brała udziału, była częścią Czechosłowacji |
| 1992                               | Nie brała udziału, była częścią Czechosłowacji | Nie brała udziału, była częścią Czechosłowacji | Nie brała udziału, była częścią Czechosłowacji | Nie brała udziału, była częścią Czechosłowacji | Nie brała udziału, była częścią Czechosłowacji | Nie brała udziału, była częścią Czechosłowacji | Nie brała udziału, była częścią Czechosłowacji | Nie brała udziału, była częścią Czechosłowacji |
| 1994                               | Nie brała udziału, była częścią Czechosłowacji | Nie brała udziału, była częścią Czechosłowacji | Nie brała udziału, była częścią Czechosłowacji | Nie brała udziału, była częścią Czechosłowacji | Nie brała udziału, była częścią Czechosłowacji | Nie brała udziału, była częścią Czechosłowacji | Nie brała udziału, była częścią Czechosłowacji | Nie brała udziału, była częścią Czechosłowacji |
| 1996                               | Nie zakwalifikowała się                        | Nie zakwalifikowała się                        | Nie zakwalifikowała się                        | Nie zakwalifikowała się                        | Nie zakwalifikowała się                        | Nie zakwalifikowała się                        | Nie zakwalifikowała się                        | Nie zakwalifikowała się                        |
| 1998                               | Nie zakwalifikowała się                        | Nie zakwalifikowała się                        | Nie zakwalifikowała się                        | Nie zakwalifikowała się                        | Nie zakwalifikowała się                        | Nie zakwalifikowała się                        | Nie zakwalifikowała się                        | Nie zakwalifikowała się                        |
| 2000                               | Gospodarz                                      | IV miejsce                                     | 4                                              | 2                                              | 1                                              | 1                                              | 5                                              | 3                                              |
| 2002                               | Nie zakwalifikowała się                        | Nie zakwalifikowała się                        | Nie zakwalifikowała się                        | Nie zakwalifikowała się                        | Nie zakwalifikowała się                        | Nie zakwalifikowała się                        | Nie zakwalifikowała się                        | Nie zakwalifikowała się                        |
| 2004                               | Nie zakwalifikowała się                        | Nie zakwalifikowała się                        | Nie zakwalifikowała się                        | Nie zakwalifikowała się                        | Nie zakwalifikowała się                        | Nie zakwalifikowała się                        | Nie zakwalifikowała się                        | Nie zakwalifikowała się                        |
| 2006                               | Nie zakwalifikowała się                        | Nie zakwalifikowała się                        | Nie zakwalifikowała się                        | Nie zakwalifikowała się                        | Nie zakwalifikowała się                        | Nie zakwalifikowała się                        | Nie zakwalifikowała się                        | Nie zakwalifikowała się                        |
| 2007                               | Nie zakwalifikowała się                        | Nie zakwalifikowała się                        | Nie zakwalifikowała się                        | Nie zakwalifikowała się                        | Nie zakwalifikowała się                        | Nie zakwalifikowała się                        | Nie zakwalifikowała się                        | Nie zakwalifikowała się                        |
| 2009                               | Nie zakwalifikowała się                        | Nie zakwalifikowała się                        | Nie zakwalifikowała się                        | Nie zakwalifikowała się                        | Nie zakwalifikowała się                        | Nie zakwalifikowała się                        | Nie zakwalifikowała się                        | Nie zakwalifikowała się                        |
| 2011                               | Nie zakwalifikowała się                        | Nie zakwalifikowała się                        | Nie zakwalifikowała się                        | Nie zakwalifikowała się                        | Nie zakwalifikowała się                        | Nie zakwalifikowała się                        | Nie zakwalifikowała się                        | Nie zakwalifikowała się                        |
| 2013                               | Nie zakwalifikowała się                        | Nie zakwalifikowała się                        | Nie zakwalifikowała się                        | Nie zakwalifikowała się                        | Nie zakwalifikowała się                        | Nie zakwalifikowała się                        | Nie zakwalifikowała się                        | Nie zakwalifikowała się                        |
| 2015                               | Nie zakwalifikowała się                        | Nie zakwalifikowała się                        | Nie zakwalifikowała się                        | Nie zakwalifikowała się                        | Nie zakwalifikowała się                        | Nie zakwalifikowała się                        | Nie zakwalifikowała się                        | Nie zakwalifikowała się                        |
| 2017                               | Awans                                          | Faza grupowa                                   | 3                                              | 2                                              | 0                                              | 1                                              | 6                                              | 3                                              |
| 2019                               | Nie zakwalifikowała się                        | Nie zakwalifikowała się                        | Nie zakwalifikowała się                        | Nie zakwalifikowała się                        | Nie zakwalifikowała się                        | Nie zakwalifikowała się                        | Nie zakwalifikowała się                        | Nie zakwalifikowała się                        |